# Паола Рей
Паола Андреа Рей (на испански: Paola Andrea Rey) е колумбийска актриса от теленовелите. Родена е на 19 декември, 1979 г. в Богота, Колумбия. Рекламно лице е на Neutrogena, Toyota и Head and shoulders. Има и по-малка сестра.
Хобито на актрисата са състезателните коли. Мечтата ѝ е да се развива в професията си и някой ден да стигне до сцената на Бродуей.

## Биография
Родена е през 1979 в Сан Хил. Показва актьорския си талант още от малка. През 1996 се явява на кастинг и е одобрена за участие в сериала „Зелен огън“, въпреки че няма никакъв актьорски опит. Този шанс я кара да изостави кариерата си в областта на индустриалното инженерство, което е практикувала дотогава и да се посвети изцяло на актьорското майсторство. За ролята си в „Зелен огън“ получава награди за най-добра поддържаща роля от TVyNovellas и India Catalina. Още в същата година е възнаградена за участие във филма „Жертвата“, отличена е за актьорски дебют. През 1999 г. актрисата играе в колумбийския сериал „Защо, по дяволите“. Печели наградата India Catalina de Oro и популярността ѝ нараства. Също така участва в игралния филм Като котка и мишка.
След него я канят от най-голямото студио за колумбийски сериали „Каракол“, за участие в сериалът „Бавачката“, където Паола изпълнява ролята на Фабиана. Този сериал има голям успех в много страни и превръща Паола Рей в международна звезда. След излъчването му тя подписва договор с Телемундо за 3 години. Тогава Паола започва да се снима в реклами на Hershey's, Neutrogena, Toyota и Head and shoulders. През 2003 г. взема участие в сериала „Трима братя, три сестри“, където си партнира с Хуан Алфонсо Баптиста. През 2004 г. двамата участват в сериала „Жената в огледалото“. В този сериал Паола изпълнява двете главни роли. Същата година създава своя марка детски дрехи – „Ангел“.
През 2005 участва като епизодична героиня в ситкома „Съдбовни решения“, а по-късно участва и в специален двучасов епизод на сериала. През 2006 се снима в сериала „Трудна любов“. На следващата година договорът ѝ с Телемундо изтича и тя подписва такъв с „Каракол“. Получава роля в сериала „Монтекристо - между любовта и предателството“, който е римейк на аржентинска теленовела. Също така ѝ предстояло участие в „Зоро: Шпагата и розата“, но е сменена с актрисата Марлене Фавела.
През 2009 участва в сериала „Детективките и Виктор“. На 5 юни 2010 се омъжва за актьора Хуан Карлос Варгас. Същата година играе в „Невъзможна любов“. Последният сериал, в който участва, е „Бедните Рико“. През 2013 г. Паола ражда син от съпруга си Хуан Карлос Варгас.

## Филмография
- 2012: Бедните Рико, (Pobres Rico) – Мариела Сиачоке
- 2011/12: La chica de mis sueños
- 2010/11: Amor Imposible
- 2009: Детективките и Виктор (Las detectivas y el Víctor) – Исабела Родригес, Чабела
- 2007/08: Монтекристо – между любовта и предателството (Montecristo – entre el amor y la traicion) – Лаура Ледесма
- 2006: Трудна любов (Amores de mercado) – Лусия Мартинес
- 2004: Жената в огледалото (La mujer en el espejo) – Хулиана Солер/Марица Ферер
- 2003: Трима братя, три сестри (Pasion de gavilanes) – Химена Елисондо де Рейес
- 2000: Бавачката (La baby sister) – Фабиана
- 1999: Защо, по дяволите? (¿Por que, Diablo?) – Ясмин Кордеро
- 1999: Забранено сърце (Corazón prohibido) -
- 1998: Castillo de Naipes
- 1998: Sin limites – Камила
- 1996/97: Зелен огън (Fuego verde) – Грасиела